# Le Prince d'à côté

Le Prince d'à côté (Der Prinz von nebenan) est un téléfilm allemand réalisé par Peter Stauch, et diffusé en 2008.

## Fiche technique
- Titre allemand : Der Prinz von nebenan
- Réalisation : Peter Stauch
- Scénario : Hartmut Block
- Photographie : Stephan Wagner
- Musique : Patrick Buttmann
- Durée : 120 min

## Distribution
- Wolke Hegenbarth (VF : Barbara Delsol) : Naomi Kruse
- Steffen Groth (VF : Jérôme Rebbot) : Sebastian Dahl
- Ingo Naujoks (VF : Tanguy Goasdoué) : Axel Kruse
- Maike Bollow : Hilde Kruse
- Meo Wulf : Schnuller
- Lena Amende (VF : Sandra Valentin) : Chantal Kruse
- Bianca Hein (VF : Laurence Dourlens) : Babette Plettenberg
- Thomas Kügel (VF : Michel Voletti) : Paul Plettenberg
- Gerlinde Locker (VF : Régine Blaëss) : Katharina Dahl
- Caroline Schreiber : Dorothee Plettenberg

 Source et légende : version française (VF) sur RS Doublage